# Mientras el cuerpo aguante
Mientras el cuerpo aguante es un documental de Fernando Trueba estrenado en  1982. En concreto, su segundo largometraje, sobre la vida del cantautor, poeta y filósofo Chicho Sánchez Ferlosio, hijo del escritor falangista Rafael Sánchez Mazas y hermano del escritor Rafael Sánchez Ferlosio. 

## Argumento
En el se retrata la anarquista vida cotidiana del cantautor vista a través de sus canciones, opiniones y las reflexiones de un cantautor irrepetible, por entonces alejado de la vida política y social. Un acercamiento a la vida de Chicho y su compañera Rosa Jiménez a través de sus canciones de resistencia antifascista, autonomía e independencia.
El documental se desarrolla en la casa de Chicho en Sóller (Mallorca). Nos muestra la vida cotidiana de este compositor donde aparece charlando sin descanso hasta caer rendido. Se tratan distintas cuestiones de su vida, sus ideas, sus inventos e inquietudes, quedando impresa su filosofía de vida. Un muestra de la vida cotidiana de una pareja de músicos que viaja en tren con sus guitarras en sus manos y que hacen giras por distintas ciudades y pueblos tocando en sus calles y en las terrazas de los restaurantes.
Se presenta un repaso de la trayectoria política de Chicho, de su pasado Marxista-leninista y de como fue cambiando, tras un viaje a Albania, hacia una postura netamente anarquista. También se detallan sus posturas sobre las prisiones y sobre sus experiencias vividas en su paso por distintas prisiones, debido a su activismo político; trayectoria que sirve para presentar el desencanto que supuso transición a la democracia en su día para muchos activistas que tenían puestas sus esperanzas en un cambio que no llegó, y sirve como crítica a este acontecimiento político, como sirvió en su día la película de Jaime Chávarri El desencanto (1976) sobre la juventud y familia en el franquismo.

## Banda sonora
En el documental, en el que también participa Isabel Escudero, Chicho interpreta sus temas "La paloma de la paz", "El canto Arval" y "Afró Tambú", de A contratiempo, y otras dos composiciones inéditas propias, "Hay una lumbre en Asturias" y "Coplas retrógradas", así como "Zumba que zumba", canción popular venezolana popularizada por Soledad Bravo y "Maremma", tema popular italiano.